# Gabriel Hawawini
 (mai 2018).
Gabriel Hawawini, né le 29 août 1947 à Alexandrie, est un enseignant français.
Professeur émérite à l’Institut européen d'administration des affaires (INSEAD) où il a occupé la « Henry Grunfeld Chair in Investment Banking » de 1996 à 2013 et où il a exercé les fonctions de Directeur général et Doyen de 2000 à 2006, il est à l’origine de l’expansion internationale de l’établissement depuis son premier campus en France (Fontainebleau) vers l’Asie (Singapour) et le Moyen-Orient (Abu Dhabi)[réf. nécessaire].

## Biographie
Après avoir quitté l’Université de Toulouse en 1972 avec un master en génie chimique, il bénéficie d’une Bourse Fulbright pour étudier l’économie et la finance à la New York University où obtient un doctorat en 1977. Puis, il est nommé au sein du corps enseignant de la NYU Stern School of Business à titre de « Assistant Professor of Finance ». En 1980, il part enseigner au Baruch College de l'Université de la ville de New York en qualité de « Associate Professor of Finance » avant de rejoindre l’INSEAD en 1982 au poste de Professeur titulaire. À l’INSEAD, il commence par présider puis il développe le Pôle Finance (1985-1987) avant de prendre la direction du Centre Euro-Asie de l’INSEAD où il étend les activités de formation des cadres en Asie. En 1998, il mène la campagne de développement de l’INSEAD, lancée en 1995, qui a permis de lever plus de 100 millions d’euros pour le début de l’année 2000. Au mois d’août de cette année, il est nommé Directeur général et Doyen de l’INSEAD.
Lors de son mandat (2000-2006), il mène l’expansion internationale de l’établissement grâce à l’ouverture de campus à Singapour et à Abu Dhabi, il lance le Programme Executive MBA de l’INSEAD, puis il dirige la deuxième campagne de développement de l’INSEAD qui permet de récolter 120 millions d’euros pour la fin de l’année 2006. Il est l’auteur de nombreux articles et ouvrages scientifiques. Ses publications relèvent des domaines de l’estimation des risques et de l’évaluation des marchés financiers, de la théorie de l’entreprise dans un contexte d’incertitude, du processus de création de valeur commerciale et de l’internationalisation des établissements de l’enseignement supérieur.

## Publications
- Finance for Executives: Managing for Value Creation, Cengage, 2019
- The Internationalization of Higher Education and Business Schools: A Critical Review, Springer, 2016
- The Future of Business Schools, Journal of Management Development, nombre 2005
- The Home Country in the Age of Globalization: How Much Does it Matter for Firm Performance?, Journal of World Business, mai 2004
- Is Performance Driven by Industry- or Firm-Specific Factors? A New Look at the Evidence, Strategic Management Journal, janvier 2003
- Seasonality in the Risk-Return Relationship: Some International Evidence, Journal of Finance, mars 1987
- Friction in the Trading Process and the Estimation of Systematic Risk, Journal of Financial Economics, août 1983
- A Mean-Standard Deviation Exposition of the Theory of the Firm Under Uncertainty, American Economic Review, mars 1978

## Conseil académique et postes consultatifs
- The University of the People (Member of the Board of Trustees), depuis 2013
- Chairman of the Advancement Committee of the University of the People, 2013–2019
- Unnivers (Expert-Advisor), 2013-2019
- Member of the MIT Corporation Visiting Committee for the Sloan School of Management, 2010–2019
- Carnegie Mellon University in Qatar (Joint Advisory Board), depuis 2010
- Sasin Graduate Institute at Chulalongkorn University (Advisory Board), 2010–2015
- The American University in Cairo (Advisory Board – School of Business), depuis 2006
- Japan and the World Economy (Member of the Board of Editors), depuis 1989
- The American University of Beirut (Board of Overseers – School of Business), 2006–2014
- The Fletcher School of Law and Diplomacy (International Advisory Group), 2006–2012
- Chairman of the EQUIS Accreditation Awarding Body (EFMD), 2004–2011
- The European Foundation for Management Development (Board Member), 2004–2006
- The Indian School of Business (Board Member), 2002–2006
- The Athens Laboratory of Business Administration (Advisory Board), 2001–2006

## Distinctions honorifiques et récompenses
- Chevalier de l’ordre national de la Légion d’honneur[1]
- Doctorat honoris causa décerné par l’Université de Liège (Belgique)
- Doctorat honoris causa décerné par l’Art Center College of Design (Californie, États-Unis)
- Doctorat honoris causa décerné par l’American University in Cairo (Égypte)
- The Chief Executive Leadership Award décerné par le Council for Advancement and Support of Education
- Baruch College Presidential Award for Distinguished Faculty Scholarship décerné au meilleur enseignant-chercheur de l’année
- Helen Kardon Moss Anvil Award for Excellence in Teaching décerné au meilleur enseignant de l’année par la Wharton School of the University of Pennsylvania